# A szikla (film)
A szikla (eredeti cím: The Rock) 1996-ban bemutatott amerikai akciófilm, amit Michael Bay rendezett. A főszerepben Sir Sean Connery, Nicolas Cage és Ed Harris látható, mint John Patrick Mason, Dr. Stanley Goodspeed és Francis Hummel. A film 75 millió dolláros költségvetéssel készült.

## Cselekmény
|  | Alább a cselekmény részletei következnek! |

A film első képkockáin a tehetséges és talán legtöbb katonai kitüntetést elnyert tábornokot, Francis X. Hummelt (Ed Harris) láthatjuk, amint felesége sírjánál megfogadja, hogy bosszút áll a parancsnoksága alatt elesett katonákért, akiket a kormány cserbenhagyott.
A férfi még aznap éjszaka egy katonai egységgel behatol a Tengerészeti Fegyverraktár különösen védett részébe, ahol az őrök elkábítása után több VX harci gázzal teli rakétát kaparintanak meg. Hummel és emberei végül 15 töltettel távoznak a helyszínről, hátrahagyva egy társukat, akit egy kisebb baleset folytán halálra mart az egyik rakétából kiesett kapszula gáza.
Másnap reggel az FBI igazgatója, James Womack (John Spencer) váratlan telefonhívást kap Hummeltől: a tábornok közli vele, hogy 12 emberével elfoglalta az Alcatraz volt szigetbörtönt, ahol jelenleg 81 túszt tart fogva – köztük turistákat és idegenvezetőket -, a követelései pedig a következők: 40 órán belül 100 millió dollárt kér egy bizonyos számlára átutalni, melyekből aztán majd elesett katonái családjait kívánja támogatni, ezenkívül pedig nem szeretné, ha a sajtó valamit is megtudna, különben San Francisco városára lövi az ellopott rakétákat.
A fenyegetést követően az illetékesek értesítik az FBI legjobb vegyi fegyver szakértőjét, Dr. Stanley Goodspeedet (Nicolas Cage), akit helikopterrel azonnal a központba szállítanak, elválasztva őt várandós barátnőjétől, Carlától (Vanessa Marcil).
Mivel a vegyi támadás több ezer ember életét fenyegeti, az FBI és a Pentagon hajmeresztő ötlettel áll elő: kihozatják börtönéből John Patrick Masont (Sir Sean Connery), az egyetlen rabot, akinek valaha sikerült megszöknie az Alcatrazból, hogy segítsen bejuttatni egy kommandós egységet az immár turistalátványosságként szolgáló szigetbörtönbe. Az akcióban jelentős szerepet vállaló Paxton ügynöknek (William Forsythe) nem, Goodspeednek viszont sikerül meggyőznie Masont, vállalja el a megbízást, ugyanis szabadságot nyerhet vele, ennek ellenére Womack széttépi a fegyenc kegyelmi végzését.
A részvételért cserébe Mason azonban azt kéri, hadd tartózkodjon néhány órát egy elegáns szállodában, ahol borotválást és hajvágást is kaphat. A hatóságok egy egész szintet záratnak le az egyik San Franciscó-i hotelben, hogy kielégítsék "ügyfelük" kérését, ám ezt később megbánják: az ugyanis hajvágás közben egy óvatlan pillanatban megtámadja Womacket – akit börtönbe záratása miatt is okol -, majd elvonva az ügynökök figyelmét, kimenekül az épületből. A fegyenc egy lopott autóval menekül, nyomában Goodspeeddel, akit azonban néhány percen belül leráz, viszont a fél várost romba dönti.
Stanley később kinyomozza, Masonnak van egy Jade nevű lánya (Claire Forlani), ezért elmegy annak házához és követni kezdi a lányt, bízva abban, hogy elvezeti őt apjához. Mason és utoljára kisgyermekként látott lánya valóban találkoznak a nyílt utcán, melyet Goodspeed nem zavar meg, de később az általa hívott ügynökök azonban igen. Hogy mentse az elfogott szökevényt, Stanley elmondja Jade-nek, apja nem szökésben van, hanem egy titkos katonai akcióban segít.
Nem sokkal a bevetés kezdete előtt Stanley-t sokkoló hír éri, ugyanis megtudja, neki is csatlakoznia kell az Anderson parancsnok (Michael Biehn) által vezetett kommandósokhoz, ráadásul Mason is velük fog menni. Este az akció elkezdődik, Stan még az indulás előtti utolsó pillanatokban megkéri Paxton ügynököt, hozassa be barátnőjét a főhadiszállásra.
Három helikopter száll fel, melyek közül az egyik az Alcatraz közeli vizekhez szállítja a kommandósokat, akik ezután búvárruhában a tengerbe ugranak, ahonnan a sziget csatornarendszerébe úsznak. A csapat itt szembetalálja magát egy halálos csapdával, ám az ez ügyben profinak bizonyuló Mason átjuttatja rajta társait.
Anderson és 9 embere a zuhanyzón át indulnak tovább, ám az ide elrejtett érzékelők segítségével az ellenség felfedezi ittlétüket, és rajtuk üt. Hummel megpróbálja rávenni a körbezárt Andersonékat, hogy adják meg magukat, ám mivel ezt azok nem hajlandók megtenni, a tábornok katonái parancs nélkül lemészárolják őket.
Az akció irányítóközpontjában mindenki tehetetlenül áll az eset előtt, amikor is kiderül, két ember túlélte a támadást: Goodspeed és Mason, akik a lövöldözés alatt a csatornában tartózkodtak. Az ellenség azonban őket is észreveszi, így berobbantja a csatornát, csakhogy ezt a két férfi túléli, és tovább folytatja a küldetést, noha Mason szívesebben elhagyná a helyszínt.
Paxton tudni akarja, ki is valójában Mason, így Womack nehezen, de elmondja neki: a férfi a brit hírszerzés egyik ügynöke volt, aki több titkos ügyet tartalmazó mikrofilmet lopott és rejtett el valahol az Államokban – köztük az igazságot a Kennedy-gyilkosságról és a roswelli UFO-katasztrófáról) -, ám végül az amerikai hatóságok elfogták, és tárgyalások nélkül az Alcatrazba zárták, személyazonosságát pedig törölték. Innen később sikerült megszöknie, majd egy egyéjszakás kalandból született neki egy lánya, később viszont ismét elfogták és bebörtönözték.
Ez idő alatt Stanley-nek és társának sikerül likvidálnia a hullaházban lévő két őrszemet, és hatástalanítani az itt elhelyezett töltetet, azonban néhány pillanaton belül ismét ellenségek jelennek meg. Hendrix százados és két embere veszi üldözőbe a behatolókat, akik azonban váratlanul szembefordulnak velük: míg Goodspeed lelövi egyik támadóját, Mason felgyújtja és a szakadékba löki Hendrix-et, és eltöri az egyik katona nyakát.
Néhány perccel később Hummel hangja hallatszik a hangszórókból: közli, hogy ha nem kapja vissza a rakétákból ellopott – időközben már megsemmisített – mikrochipeket, kivégez egy túszt. Hogy időt nyerjen társának, Mason azonnal megadja magát, Goodspeed pedig hatástalanít egy újabb rakétát, ám végül őt is elfogják. Reggelre mindkettejüket egy-egy cellába zárják, Mason szökési tapasztalatainak köszönhetően azonban kijutnak, noha Goodspeed magára marad, ugyanis társa elhagyja a szigetet.
Mialatt az elnök hosszas gondolkozás után kiadja a parancsot Alcatraz lebombázására, a szigeten Mason mégis visszatársul Goodspeed mellé, és megöli az időközben őt elfogó katonát.
Lejár a határidő, így Hummel parancsára emberei kilőnek egy rakétát San Franciscóra, a tábornok azonban az utolsó pillanatban meggondolja magát és a tengerbe irányítja a töltetet. Csakhogy tette hatalmas konfliktust okoz: Baxter őrnagy (David Morse), Darrow (Tony Todd) és Frye (Gregory Sporleder) százados, valamint Crisp őrmester (Bokeem Woodbine) ugyanis nyíltan fellépnek ellene.
Mikor Frye és Darrow parancsára Crisp őrizetbe venné Hummelt, az fegyvert ránt, majd Baxter oldalán tűzharcba kezd a három áruló ellen. Crisp, Baxter és Hummel a lövöldözés során meghal, az ideérkező Mason és Goodspeed azonban még megtudják a tábornoktól, hogy az utolsó rakéta a világítótoronyban van.
Goodspeed gyorsan a toronyba siet és kiszedi a gázzal teli kapszulákat a töltetből, csakhogy váratlanul betoppan Darrow és késével fenyegetőzni kezd. Stanley nem lacafacázik vele, válaszul útnak indítja a hatástalanított rakétát, melynek lökésétől a százados kirepül az épületből és egy földből kiálló rúdra nyársalódik fel.
Újabb ellenség, Frye és egy mesterlövész tűnik fel a színen, és tüzelni kezdenek a dokira. Míg Mason megöli a mesterlövészt és még egy katonával is végez, Stanley és Frye között halálos hajsza kezdődik. Frye végül elkapja, majd ütni kezdi Stant, mire az a korábban nála maradt VX gázzal teli kapszulát a katona szájába nyomja, majd széttöri benne. Frye a mérgesgáztól meghal, Goodspeed azonban még időben beadja magának az ellenszert, és meggyújtja az akció sikeres végét jelentő "zöld fényt".
Az akciót az irányítók így lefújják, ennek ellenére az egyik bombázásra kijelölt vadászgép kioldja a rakétáját, így a sziget hátsó felét hatalmas robbanás rázza meg. A cellákba zárt túszok mindegyike épségben marad, a vízbe zuhant Stanley-t pedig Mason menti ki. Stan elmondja Masonnek, hogy hol talál pénzt magának az eltűnéséhez, majd jelenti rádión, hogy társa az akció során meghalt egy robbanásban. Mason ezt megköszöni a dokinak, majd eltűnik, előtte azonban ad Goodspeednek egy darab papírt, rajta egy kansasi templom címével.
Néhány perccel később ügynökök tucatjai lepik el a szigetet, Womack izgatottan kérdezgeti, hova tűnt Mason. Goodspeed azt feleli, hogy egy robbanásban meghalt, melyet az igazgató el is hisz, Paxton nézéséből azonban kiderül, ő sejti, mi az igazság…
A történtek után Stanley és Carla ellátogatnak abba a bizonyos templomba, melynek helyét Mason megadta, így rátalálnak az általa elrejtett mikrofilmre, rajta Amerika titkos dokumentumaival.
|  | Itt a vége a cselekmény részletezésének! |

## Szereplők
| Szerep | Színész           | Magyar hang         |
| --- | ----------------- | ------------------- |
| John Patrick Mason: A Brit Hírszerzés egykori ügynöke, akit kémkedésért az amerikai kormány hivatalos tárgyalások nélkül a San Franciscó-i Alcatraz börtönbe záratott. | Sean Connery      | Kristóf Tibor       |
| Dr. Stanley Goodspeed: Az FBI legjobb vegyi fegyver szakértője. | Nicolas Cage      | Józsa Imre          |
| Francis X. Hummel tábornok: Amerika egyik legtapasztaltabb és legtöbb katonai kitüntetést elnyert katonai tábornoka. | Ed Harris         | Epres Attila        |
| James Womack FBI igazgató: Az FBI igazgatója. | John Spencer      | Szokolay Ottó       |
| Ernest Paxton FBI-ügynök: Az FBI egyik speciális ügynöke. | William Forsythe  | Uri István          |
| Anderson parancsnok: Egy kommandós osztag vezetője. | Michael Biehn     | Kálloy Molnár Péter |
| Carla Pestalozzi: Goodspeed barátnője. | Vanessa Marcil    | Kocsis Judit        |
| Jade Angelou: Mason lánya. | Claire Forlani    | Báthory Orsolya     |
| Tom Baxter őrnagy: Hummel egyik embere. | David Morse       | Forgács Péter       |
| Hendrix százados: Hummel egyik embere. | John C. McGinley  | Bácskai János       |
| Darrow százados: Hummel egyik embere. | Tony Todd         | Garai Róbert        |
| Frye százados: Hummel egyik embere. | Gregory Sporleder | Imre István         |
| Crisp őrmester: Hummel egyik embere. | Bokeem Woodbine   | Barabás Kiss Zoltán |
| További magyar hangok |                   |                     |
| Albert Gábor, Áron László, Balázsi Gyula, Bitskey Tibor, Bognár Zsolt, Botár Endre, Breyer László, Breyer Zoltán, Csuja Imre, Dévai Balázs, Dimulász Miklós, Háda János, Harmath Imre, Kárpáti Tibor, Katona Zoltán, Markovics Tamás, Megyeri János, Palóczy Frigyes, Rudas István, Varga Tamás, Végh Ferenc, Wohlmuth István |                   |                     |